# Gangsta Lovin'
"Gangsta Lovin'" é um single extraído do terceiro álbum da cantora Eve, Eve-Olution (2002). A canção contém a participação de Alicia Keys.

## Faixas
R.Unido- CD single
1. "Gangsta Lovin'" (featuring Alicia Keys)
2. "Who's That Girl?"
3. "Gangsta Lovin'" (Instrumental)

Europa- CD single
1. "Gangsta Lovin'" (featuring Alicia Keys) – 3:59
2. "U Me & She" – 3:52

Europa- CD maxi single
1. "Gangsta Lovin'" (featuring Alicia Keys) – 3:59
2. "U Me & She" – 3:52
3. "Let Me Blow Ya Mind" (Stargate Remix featuring Gwen Stefani) – 3:33
4. "Who's That Girl?" (Instrumental) – 4:41

## Tabela musical
| Tabela (2002)                        | Melhor posição |
| ------------------------------------ | -------------- |
| Australian Singles Chart             | 4              |
| Austrian Singles Chart               | 41             |
| Belgian Singles Chart (Flanders)     | 18             |
| Belgian Singles Chart (Wallonia)     | 13             |
| Danish Singles Chart                 | 6              |
| Dutch Top 40                         | 8              |
| European Hot 100 Singles             | 7              |
| Finnish Singles Chart                | 6              |
| French Singles Chart                 | 20             |
| German Singles Chart                 | 21             |
| Hungarian Singles Chart              | 10             |
| Irish Singles Chart                  | 15             |
| Italian Singles Chart                | 14             |
| New Zealand Singles Chart            | 7              |
| Norwegian Singles Chart              | 5              |
| Swedish Singles Chart                | 10             |
| Swiss Singles Chart                  | 6              |
| UK Singles Chart                     | 6              |
| U.S. Billboard Hot 100               | 2              |
| U.S. Billboard Hot R&B/Hip-Hop Songs | 2              |
| U.S. Billboard Hot Rap Tracks        | 2              |